# Sami Ryhänen
Sami Ryhänen, född 23 maj 1980 i Helsingfors, är en finländsk professionell ishockeyspelare som spelar för Swindon Wildcats i EPIHL.
Ryhänen började spela på juniornivå i Esbo, först i Esbo Blues J16-lag, varefter han flyttade till HIFK Hockeys J16-lag. Även som A-junior spelade Ryhänen i HIFK:s J20-lag, men återvände senare på hösten 1999 till Esbo Blues motsvarande lag. Under perioden 2000-2001 spelade Ryhänen för Mestis-laget UJK, som han dock lämnade för franska Strasbourg. Inför 2001-2002 återvände Ryhänen till Mestis, denna gång med KJT, för att sedan vända tillbaka till Frankrike och Clermont Auvergne HC i Clermont-Ferrand. De följande åren spelade han i de viktigaste serierna i Allsvenska Halmstad Hammers HC och Team Uppsala, samt i Stjernen Hockey i den norska GET-ligaen.
Under 2005-2006 gjorde Ryhänen ett genombrott i Mestis när han inledde säsongen i HCK Salamat med att göra 10+24 och ledde därmed även poängligan. Under säsongen skrev Ryhänen sedan på för FM-ligalaget Lukko. Ryhänen spelade 22 matcher och på dem gjorde han 12 poäng. Inför säsongen 2006-2007 gick Ryhänen till seriekonkurrenten SaiPa.
Ryhänen spelade i Saipa under en och en halv säsong och under den första säsongen gjorde han 39 poäng på 56 matcher. Han släpptes från sina åtaganden under mitten på säsongen 2007-2008 på grund av sportsliga skäl. Under resten av säsongen spelade Ryhänen för svenska IF Björklöven i Hockeyallsvenskan, där han var bland de bästa poänggörarna i serien med 14 poäng på 12 matcher. Under våren 2008 återvände Ryhänen till Finland och FM-ligan då han skrev på för Esbo Blues. I Blues spelade Ryhänen 43 matcher och i Champions Hockey League gjorde han fem poäng fem matcher. I januari 2009 gick Ryhänen till Tappara i utbyte mot Tappara-spelaren Teemu Nurmi. Under sommaren 2009 spelade Ryhänen även inlinehockey i Tammerfors.
I Tappara gjorde Ryhänen en serie på 10 grundspelsmatcher och tre kvalmatcher och gjorde totalt 8 poäng. Ryhänen fick dock inte förlängt kontrakt i Tappara och spelade bara de inledande matcherna säsongen 2009-2010. I mitten av säsongen anslöt Ryhänen till Mestisklubben LeKi. I LeKi spelade Ryhänen den ordinarie säsongen på 10 matcher och gjorde 10 poäng. I slutspelet Ryhänen spelade åtta matcher och gjorde 6 poäng. LeKi slutade på fjärdeplats i Mestis efter att ha förlorat bronsmatchen mot KooKoo.
Under säsongen 2010-2011 spelade Ryhänen i tre lag. Han började i HDD Olimpija Ljubljana i den slovensk-baserade österrikiska högstaserien. Därifrån flyttade han till Sverige och Almtuna IS och resten av säsongen representerade han Serie A-laget Ritten Sport.